# Cantone di Argentan-Est
Il Cantone di Argentan-Est era una divisione amministrativa dell'arrondissement di Argentan.
È stato soppresso a seguito della riforma complessiva dei cantoni del 2014, che è entrata in vigore con le elezioni dipartimentali del 2015.
Comprendeva parte della città di Argentan e i comuni di:
- Aunou-le-Faucon
- Juvigny-sur-Orne
- Sai
- Sévigny
- Urou-et-Crennes